# Rufus C. Holman
Rufus C. Holman (Portland, 1877. október 14. – Portland, 1959. november 27.) az Amerikai Egyesült Államok szenátora (Oregon, 1939–1945).